# リコーダーとランドセル
『リコーダーとランドセル』は、東屋めめによる日本の4コマ漫画。小学生離れした風貌の男の子・あつしと、小学生にしか見えない姉・あつみの姉弟を中心とした4コマギャグ漫画である。
『まんがくらぶオリジナル』（竹書房）2007年10月号にゲスト掲載された後、2008年2月号より2014年12月号の休刊まで連載、移籍の形で『まんがくらぶ』（同）で2015年2月号から2020年5月号より連載、さらに同誌の休刊・統合にともない、『まんがライフ』で2020年6月号から休刊号の2022年9月号まで連載。また『まんがライフオリジナル』（同）2010年8月号にゲスト掲載された後、2011年5月号より連載中。なお、同社の別雑誌『まんがライフMOMO』には姉を中心に描かれるスピンオフ『リコーダーとランドセル あつみ編』が時折ゲスト掲載されていた。
『まんがライフオリジナル』2011年10月号にてテレビアニメ化が発表され、2012年1月から3月まで第1期『リコーダーとランドセル ド♪』が、同年4月から6月まで第2期『リコーダーとランドセル レ♪』が放送された。2013年7月より9月まで第3期『リコーダーとランドセル ミ☆』が放送された。

## 登場人物
声はテレビアニメ版の声優。

### 主人公
宮川あつし（みやがわあつし）
声 - 置鮎龍太郎
本作の主人公。小学5年生（5年3組）。誕生日は4月1日。身長180センチメートルで、小学生とは思えないほど背が高く、大人びた風貌。一人称は「ぼく」。稀に「俺」。姉が見立てたトレンチコートを愛用しており、多くの服はタケ兄のお下がり（流行が過ぎた物）。初恋の相手は、クラスメイトのヒナちゃん。
外見に反して中身は年齢相応以上に子供っぽい所があり、怖がりで泣き虫。また、足は速いが運動は全体的に得意ではなく、勉強も苦手。ゲームが大好きで家にいれば何かしらの機種で遊んでいる。近所や学校内でも事情を知らない人間が多いため、不審者と思われたり、教師や保護者と間違われ、警察のお世話になることもこともしばしば。宮川家は彼以外は親戚も含めて皆背が低いので、背の高い彼自身は家でも浮いた存在となっている。しかし、高所の物を取ったり、コタツで眠ってしまったあつみを布団まで運んであげたりと彼にしかできないことも多く家族には頼られている。また親戚からも身長の高いことで羨ましがられており基本的には可愛がられている。
イケメンで優しい性格なので、クラスの女子からは人気がある。母親たちからの評判も良く、大人の女性たちから逆ナンされることも多い。あつみや友人達からは、その風貌を利用され、保護者代わりにされたりしている。クラスメートのヒナちゃんのことが好きで、当初は好意を寄せていたが、後に鈍感（恋愛を意識しない）な性格となり、逆にヒナをやきもきさせるようになった。
ストーリーの冒頭で「イケメンに似合う行為」を周囲の女性たちから感心されたりするが、中身は小学生なのでレベルの低さやくだらなさが露呈して避けられるのが定番になっている。
近年では完全に開き直り、取調室で涼むためにわざと警察に連行されたり、「早く捕まえないと警察に連行される」という状況を逆手に取った鬼ごっこで遊んでいる。
パロディ作品「リコーダーとアカランドセル」では、小学五年生の美少女になっており、同じく男子化したヒナから好かれているが周囲には「母子」と見られている。
宮川あつみ（みやがわあつみ）
声 - 釘宮理恵
あつしの姉。高校2年生。17歳。誕生日は4月2日。身長137センチメートル（後に少し伸びて138センチメートル）で、あつしとは逆に高校生とは思えないほど背が低く、子供っぽい風貌で可愛らしいため、事情を知らない人間からは、小学生に間違われることもしばしば。しかし姉として手のかかる弟の面倒をよく見ているためか、とてもしっかりした性格をしており、同級生らと比べても精神的にはむしろ大人びている。またしたたかな面もあり、連載初期はその子供っぽい風貌を利用して得をしていた。喋り方は余り女の子っぽくなく、やや男言葉。
お菓子作りが得意。その延長で昼食は手作りの弁当を食べている（後に沙夜たちも真似して作ってきたがすぐに飽きてやめてしまっている）。
クラス内外の男子から人気があり、特に吉岡からは「永遠のロリ」と見込まれて付きまとわれているが、本人が恋愛相手に求める条件はロリコンでないこと（あとは自分より身長が高いこと）なので眼中になく鬱陶しがっている。本人がいない前では「吉岡」と呼び捨てにしていたが、後に本人に対しても呼び捨てになるようになった。
パロディ作品「リコーダーとアカランドセル」では、高校生男子になっており、「なつ兄」から「子供に間違われない方法」を聞いたが仮装にしか見えない変装を教えられたので全く役に立たなかった。

### 高校の関係者（あつみの関係者）
高橋沙夜（たかはしさよ）
声 - 平野綾
1巻から登場。あつみのクラスメイトで親友。2月生まれ。身長165センチメートル。巨乳。背の高い男性が好みらしく、あつしのことをあつみの台詞から「隣のタケ兄」と勘違いして好意を抱いていたが、ある日真実を知ってショックを受ける。タケヒコに「好きな相手が思っていたのと違ったらどうする」と相談したところ、「時間を置けば自然と解決する」と言われ、現状維持に至る。一時は「相手は小学生」と距離を取る姿勢も見られたが、すぐにあつしへの恋心を受け入れ前向きになった。以後はあつしの外見と中身のギャップにたびたび悩まされることに。
あつみに対しては妹のようにかわいがっており、逆に吉岡先輩の奇行に対しては時折暴力で対処する。これは一時のものですぐにやらなくなった。
原作とは違いアニメ版2期終盤ではあつしの正体が判明した直後は敬語を使わなくなったが、すぐにまた敬語を使うようになった。
原作では10巻からあつしに敬語を使わなくなったが、今でもさん付けで呼んでいる。
当初はあつしの前で「恋する乙女」的な態度でいることが多かったが、17巻からはそういった振る舞いは鳴りを潜め、冷静な態度であつしと接することが多くなっていった。とはいえあつしに対する好意は変わらないようで、ハートマークを出したり、着飾ったりと意識した行動はとっている。
後にまたあつしへの好意を燃え上がらせるようになった。
みすず
2巻から登場。あつみの同級生の内、くせ毛でショートカットの少女。姓名未確認。一人称は「あたし」。スタイルが良く沙夜以上の巨乳。何かとお菓子を頬張っていることが多く、子供っぽい性格。彼氏は特に欲しいとは思っておらず現在フリー。どこまで本気かは定かではないが、沙夜のショタコン葛藤を尻目に、あつしなら彼氏にしてもいいと断言していた。そんな彼女の携帯待ち受け画面はアイドル。
あつみ、沙夜の両名と行動することが多い。
21巻の修学旅行では温泉に入る際に着替えシーンが描かれ、ブラジャーを付けた横姿を披露している。
美月
3巻から登場。あつみの同級生の内、肩にかかるセミロングの少女。細め。彼氏持ち。穏やかそうな容貌だが、恋愛に関しては「既成事実」（相手の両親への挨拶等々）を積み重ねて相手を追い込んでいくのがモットーな模様。
当初はみすずとよく一緒に登場していたが、回が進むに連れて出番が減っていった。
17巻では小学生の妹に彼氏ができたと聞き、あつみに「弟に探りを入れてほしい」と頼むなどシスコンであることが判明する。
19巻では「ヒロシ」という彼氏が登場した。あつみと沙夜に相思相愛ぶりを見せつけようとしたが、沙夜が連れて来たあつしがヒロシと仲良くなってしまったことで男子：女子に別れて遊ぶこととなってしまった。
小林マコト
声 - 亥野麻紀
3巻から登場。あつみの学校の下級生（高校1年生）。バスケ部に所属。学校であつみに次いで2番目に背が低く（女子含む）、身長を伸ばすための努力を日々続けている（バスケ部に入ったのも背を伸ばすため）。吉岡への突っ込み役であり、彼が一線を踏み越えて検挙され、バスケ部が大会出場停止に追い込まれるのを阻止すべく、部員たち共々に彼の監視を余儀なくされている。惚れっぽい性格で現在は沙夜に片想いしている。当初はすれ違いから「あつし」の話を自分のことを話しているのだと勘違いし、そこから「沙夜に好かれている」と誤解したことから片思いに発展。しかし、後に真実を知り打ちひしがれるがすぐに立ち直り、10巻にてついに沙夜に思いを告白した。そして、1年後には沙夜が惚れるような背の高い男性になると誓った。その後、初めてあつしと顔を合わせた際は「お前には負けないからな」と一方的にライバル発言をした。とはいえ毛嫌いしているわけではなく、顔を合わせるたびに仲を深めている。
15巻では、バスケの大会を見学にきたあつしがバスケの格好よさに魅せられたことで、「頑張れ」と素直に応援している。またこの話からは異様に女子小学生にモテることが判明し、吉岡先輩から猛烈な嫉妬を受けている。
以降は恋愛要素が薄れたことで出番が激減した。
アニメでは3期から登場。髪の色は黒。
パロディ作品「リコーダーとアカランドセル」では、女子高生として登場。ショタ趣味全開の吉岡先輩の監視役になっていた。
吉岡先輩
声 - 諏訪部順一
3巻から登場。あつみの学校の3年生。17歳。バスケ部所属。普段は「〜たまえ」など気取った口調だが、小林マコトなどバスケ部に対しては普通の言葉遣いを使う。
バスケ部のエースで見た目もさわやかな美男子だが、中身は真性ロリコンの変態。執心していた女子児童が中学生になって成長したため失恋していたところ、あつみの存在を知って合法ロリとして付きまとうようになった。「ロリは愛でるものであって触れるものではない」として一応小学生には手を出さないというぐらいの自制心はあるが、逆にそれ以外の変態行為は日常的に行っている。桜を撮る振りをして女子小学生を盗撮したり、あつみまで盗撮したり物陰から覗き見したりしている。また警察の厄介にならないように行動は計算されたもの（警官を見たらさっさと逃げる、パソコンにロリ系画像は保存しないなど。携帯には保存しているので「携帯は持っていない」嘘を吐いてやり過ごしている）。
ロリと言っても実年齢ではなく外見が重要らしく、あつみに言い寄っているが相手にされていない（後に本当は年齢にもこだわっていることが判明する）。自分の性癖を隠そうとしていないため、同学年の女子からは汚物の様に嫌われている。当初はあつみから「吉岡先輩」と呼ばれ敬語を使われていたが、回が進むに連れて敬語も使われず呼び捨てとなり、ぞんざいな扱いを受けるようになる。一見まともな主張をしたりしてあつみに見直されたりしているが、直後に本性が露呈するので失望されるというのが常道。あまり描写されないが沙夜から激しいツッコミや八つ当たりを受けることも。
バスケ部のエースであるため部員たちからはその実力に期待されており、問題を起こして大会に出場停止ということにならないように警戒されている。マコトは監視役でもある。
当初は普通に登場していたが、いつしかなんでもない場所からいきなり現れるようになり神出鬼没なキャラクターとなった。
実はマコトよりも先に沙夜が好意を抱いている相手があつしであると気づいていた。それ以前からは彼女には「仲間意識」を持っており同じ性癖の持ち主ではないかと疑っていた。
8巻では、あつみの従姉であるなつみ姉と対面するが、ケバい化粧をした大人顔のロリだったため「ババ臭い。ロリへの冒涜」と言い放ってしまう。自然な姿が美しいと力説するも小夜から「変態は不自然だろ」と言われたことで逃げ出してしまった。その帰り道、メイクを落としたなつみ姉を見かけ恋心を芽生えさせるが、その正体がなつみ姉だとは気づかなかった。この伏線は長らく回収されなかったが、18巻にて再びなつみ姉と対面して正体を知ることに。
15巻ではバスケの大会に参加。「小学生が見学に来ている」と部員から聞き、試合で大活躍した。その姿を見た沙夜からは「吉岡もバスケしてる時はかっこよかった」、あつみからは「すごく残念。性癖さえなければ……」と評価を受けている。児童をつけ回している変質者が現れたと聞いた時は、あつしを隠れ蓑にして捜査の目を逃れていたことを告白している。自分のシマを荒らす新入りを懲らしめるべく、あつしと協力して町内のパトロールを始める。この時にヒナと出会って色々話をしているが、「女児の遊び場をメモする」「無防備な女児を観察できる環境を取り戻す」と発言したことから不信感を抱かれている。その後、変質者を取り押さえて警察に通報したが、先述の女児の遊び場をパトロールの巡回ルートに組み込まれてしまい落胆する。
16巻では、あつみが遅生まれ（4月2日）のため自分と同い年だと知って「ロリなのに俺と同い年! 宇宙の法則が乱れる!」と大いに泣き叫んでいた。
17巻では、あつみの制服が汚れたのに代わりの服を用意できないと嘆く。あつみには女児の服を持っていないなんて意外だと言われたが、吉岡は「女子の制服を男子が買うと怪しまれるだろ。常識でしょ、なに言ってんの？」と珍しく引く側に回った。
18巻では、あつみの塩対応に頭を悩ませており、どうにか好感度を上げたいと考えるようになる。あつみを大人の女性（レディ）扱いすることで好感度を稼ごうとしたが、構図が幼児に対するそれだったので「子供扱いするな」と怒らせてしまった。彼があつみに固執するのは、自分の性癖が幼女に危害を加えかねないことと、それによって身を滅ぼすことを危惧しているからと語る。さすがに警察の厄介になるのはちょっと怖いので、もう本物の小学生に近づくような真似はしなくなったという。そんな中、なつみ姉がコンビニでお酒を買う場面を目撃してしまい、悪い意味で気になるロリができてしまう。携帯に撮った画像を見たマコトからあつみの従姉だと聞き、新たな合法ロリの存在を知ったことでで宮川家に突撃。素顔のなつみ姉を見た瞬間に告白するが「高校生でしょ？ ガキはムリムリ」とあっさりとフラれてしまう。ロリに年下扱いされたことで「早く大人になりたい……」と完全に落ち込んでしまう。
19巻では、望んだ夢が見られるというアプリがあつみのクラスで流行っていると聞いて試してみる（あつみを覗き見してて知った）。しかし女児に囲まれる夢を見たかったのに小動物に囲まれる夢を見てしまい、これはこれでと満足していた。
別の話ではあつみの高校の体育祭にあつしが訪ねるのだが、不審者と思われて校門を通してもらえなかった。そこで吉岡が生徒の弟だと証明するのだが、あつしの小学校の運動会に招待してほしいときっちり見返りを求めていた。次の話では望み通り運動会の見学に参加。早速女児の姿をカメラに収めようとするが、父兄たちの真剣な撮影姿に「ガチ勢には敵わない（ただのカメラで恥ずかしい）」として勝手に落ち込んで取りやめた。その後、あつしが父兄に扮して保護者リレーに参加した時は「フォームは素人だがトラックを走り慣れている」として正体を見抜いた。あつしに「嘘はダメだ。それなら俺が走りたかった。そして幼女からちやほや」と言ったところで、あつみにカメラのデータを消されそうになり、命乞いも虚しく消去された。このエピソードから吉岡の出番が激減していった。
20巻では、沙夜があつみと同じ背丈の高校生を見掛けたことから、自分の学校にそんな女子がいるのかと質問を受ける（正体はあつみの制服を着たヒナちゃん）。吉岡のレーダーにはそんな女子は引っ掛かっていなかったため、女装した小林マコトではないかと疑われる。吉岡は小林に対して「俺は理解があるからな？ お前もオレを理解して」と声を掛けるが、当然のことながら小林には訳が分からないという顔をされた。
21巻では、出番のある原作エピソードがなかったが巻末の描き下ろしに登場。修学旅行から帰って来たあつみに写真をくれとねだり嫌な顔をされた。以外にも沙夜の写った写真が欲しいといったことで更生したのかと思われたが、実際は沙夜の後ろにいる女児たちが目当てだと気づかれ削除された。
アニメでは3期から登場。あつみからぞんざいに扱われると「もう、ツンデレなんだから」とよく発言する。あつしに対しては、自分の上を行くロリコンと誤解するやいなや「調子に乗るなよ！」と怒鳴りつけるなど原作よりも攻撃的だった。オリジナルエピソードとして、あつみたちと一緒におばけ屋敷に遊びに行くシーンが描かれている。
パロディ作品「リコーダーとアカランドセル」では、ショタ好き全開の女子高生として登場。バスケの試合を見に行く振りをして実はショタっ子の撮影が目的だった。
吉岡先輩の兄
声 - 緑川光
アニメオリジナルキャラクター。第3期第8話に登場。原作では7巻のみ登場。
吉岡の兄で熟女好き。登場するなり三浦さんに目をつけ結婚を迫ったが、口説き文句がかなり失礼（熟女を強調するもの）だったため公務執行妨害で連行されそうになった。原作でも同様の展開が描かれた。
原作では高校のバスケ部のOBとして訪れたところ、たまたま出会った沙夜を口説くが「もっと老けたら」ということで最悪の口説き文句だった。また対外試合で相手チームの監督（48歳）を強引に口説いて退場処分を受けた「伝説」の持ち主となっている（バスケの実力に関しては不明）。
他にも既婚女性を口説いては、相手の夫から告訴されかける、という事態を幾度となく引き起こしているとのこと。このため弟からも変態扱いされており困らせている。
アカランドセルでは美女になっており、加齢臭漂う中年好き。しかしハニートラップを疑われているのでまったくモテない。
バスケ部の先輩たち
3巻から登場。吉岡先輩の実力をアテにしており、小林マコトにその監視を任せている。一方で後輩思いでもあり、マコトが沙夜を好きだと知ると協力しているが空回りになってしまっている。

### 小学校の関係者（あつしの関係者）
副島ヒナ（そえじまヒナ）
声 - 内田彩
1巻から登場。あつしのクラスメイト。通称「ヒナちゃん」。他のクラスメイトにみどり（声 - 柏山奈々美）と、じゅん（声 - 東城咲耶子）という女の子の友達がいる。あつしと仲が良く、よく一緒に遊んだり下校したりしているが、高確率であつしが不審者に間違われて警察に捕まってしまう。気配りのできる優しい性格で、木島曰く「三浦先輩より女子力が高い」。
当初はあつしから好意を寄せられていたが、後に関係が逆転し、彼女の方が好意を寄せているがあつしには気づかれないという風な関係となった。ライバルの沙夜（沙夜から一方的にライバル視されているだけだが）からは五年後の成長を恐れられている。
16巻では、あつしが沙夜の提案で描いた「沙夜の妄想日記（あつしと沙夜の妄想デート）」を読んでしまい、対抗意識を爆発させ、沙夜の名前をすべて自分に変えるようあつしに命じた。
ヒナちゃんのママ
ヒナの母親。娘と似た容貌だが、気の強い性格で夫を尻に敷いている。あつしのことは優しくていい子だと好意的で、彼を目の敵にしている夫をたしなめている。
14巻では、あつしが家に出入りしているのを近所の人たちに「奥さんが若い男とよく会っている」と勘繰られてしまい、別の場所で遊ぶように告げてしまう。
副島かずや（そえじま かずや）
ヒナの父親。36歳。度が過ぎた娘思いで、ヒナが男の友達を連れてくると聞いて警戒し、そしてあつしの容姿を一瞥しただけで締め出す。
その後、授業参観であつしがヒナと同年齢でクラスの同級生と聞かされて一度は安心するが、女子の人気者でクラスで一番もてると聞かされて完全に敵と認定する。
14巻からは娘から「あつしくんとデートする」と言われ、監視するべくくっついて来る。以後も二人が遊びに行くたびに同行するのでヒナには煙たがられている。その思惑を知らないあつしには、つまらなそうに見ている（監視している）ことを気にかけられている。あつしから相談を受けたタケヒコが一向に同行し、年も近いということで交流を結ぶ（最初はタケヒコを相手にしなかったがビールを勧められて簡単に陥落した）。しかし昼間っからビールを飲んだことが妻にバレ、「もうヒナについてくのやめなさい」と怒鳴り付けられてしまった。
あつしと娘のデートを見ている内に小学生の頃のことを思い出し、当時の自分は女子とは遊ばずイタズラばかりしており、泣かせてばかりいたという。そんな自分とは対照的に、娘を笑顔にしているあつしには何か思い至るところがあったようである。
テツヤ
声 - 南條愛乃
1巻から登場。よくあつしと一緒につるんでいる悪ガキ2人組の内、茶髪の方。名前はアニメ版で設定。やんちゃ盛りで生意気盛りの活発な少年。あつしの風貌を利用してゲーセンやカラオケなど大人同伴の店を子供だけで楽しもうとする姿がよく描かれる。総じて見れば友人想い。学校ではあつしがモテ過ぎるため目立たないが、女子高生からは「かわいい」と好評の容貌。
タクミ
声 - 合田彩（第1・2期）/喜多丘千陽（第3期）
1巻から登場。よくあつしと一緒につるんでいる悪ガキ2人組の内、黒髪の方。名前はアニメ版で設定。実年齢よりも幼いあつしとは対照的に、年相応かそれ以上にマセており、クール。やはりあつしを利用して小学生禁止の店に入りたがっており、そしてやっぱり友人想い。目つきは悪いが、彼もテツヤ同様「かわいい」類。塾通いをしており、あつしに勉強を教えている姿が描かれることが多い。
盛山ふたみ（もりやまふたみ）
声 - たみやすともえ
1巻から登場。あつしのクラスの担任教師。職場から歩いて10分の実家で暮らしている。
ふくよかでぽっちゃり系でかなりの巨乳。視力が非常に低く、眼鏡がなければすぐそばの人の顔を見分けることも難しいほど。ずっと女子校育ちで男が苦手なため、あつしに無邪気に迫られると、あつしが子供と分かっていても意識してしまい、慌ててしまう。だがあつしが不審者に間違われて補導されると、毎回身分証明になるものを持参し、あつしを警察に引き取りに向かうなど、教師としての責任感は持ち合わせている。それ故にあつしたちの勝手な行動やイタズラには厳しく、しっかりと罰を与える。
後に男性が苦手なのは、胸ばかり見られているからであることが明かされた。同じく巨乳の木島さんから色々な対策を練り出されたが、どれもものにはならなかった。
その巨乳ぶりやスキの多さから男性教員を興奮させており、妙な人気があったりする。
愛田先生
3巻から登場。盛山先生の同僚。ミニバスケット部顧問。ショートカットのスポーツマンタイプ。コンタクト着用者。あつしの高身長を見込んで部にスカウトしようとしたが、あつしが経験不足なので結局ものにならなかった。ミニバスに限らず、他のスポーツも勧めている。
川内先生
声 - 飯塚麻結
3巻から登場。あつし達のクラスに教育実習生としてきた女子大生。小学校の教師を目指す理由は「高校生男子が相手だと手を出しそうだから」。男慣れしたギャルっぽさと、真面目な勤務態度を上手く使い分けられる性格。友人に自慢するためにあつしの容貌を利用したりもしているが、子供好きでもある。のちにタクミが通っている塾の講師のバイトをするようになる。盛山先生とは正反対のタイプながらも仲が良く、彼女の男性恐怖症克服のために色々と協力している。恋人がいないことについては「選んでいる最中」「異性をあつしと比較してえり好みしてしまう」と盛山先生に述べている。
アニメでは3期4話から登場。
牧村先生
声 - 斎藤楓子
小学校の先生。
教頭先生
声 - 金谷ヒデユキ
1巻から登場。小学校の教頭先生で、赴任したばかり。当初はよく登場していたが、連載が伸びるに連れて出番が減っていった。
とおる
19巻から登場。あつしのクラスメイト。5年生の男子の中では二番目に背が高いが、あつしの近くにいるとそれが目立たないため苦手意識を抱いていた。
あつみに対して好意を抱くも、当初は小学生と勘違いしていた。
小林マコトの「あつしに対するライバル意識（身長での劣等感）」を引き継いだようなキャラクター性をしている。

### その他の主人公の関係者
隣のタケ兄（タケヒコ）
声 - 櫻井孝宏
1巻から登場。宮川家のお隣さんの息子で、本名はタケヒコ。年齢は32歳。仕事も女も長続きしないダメ人間。以前から会社勤めに飽きたり、仕事を嫌がったり、恋人に振られたりなどで転職を繰り返しており短期のバイトも転々としているため、母親からはことあるごとにお小言を言われている。あつみ、あつし共小さなころからよく面倒を見てもらっていたため現在でも仲は良い。身長があつしとほぼ同じなので、いらなくなった（主に失恋が原因で）服をあげているが、昔はやんちゃをしていたらしく小学生には問題のある服も多い。国立大卒で外面も良く「モテそう」と作中では度々言われるが、その顔は必ず見えないようにフキダシなどで隠されているため素顔は不明（後にあつしから「ぼくと同じくらいの顔」と評されている）。連載初期は髪が長かったが就職活動のため短くした。
バイト先がコロコロ変わるため、神出鬼没である。その伝手を使ってあつみにバイトを紹介している。またかつてのバイト先から「今の仕事をやめたらまたうちでバイトを頼む」と言われるなど、バイト先からの評判は良かった模様。いろんな経験を積んだことで家事も料理も上手。
さすがに母親からの小言が多くなったため焦り始め、あちこち面接を受けに行くが悉く落とされているため気落ちする（学歴は悪くないのだが、面接で社内恋愛が原因で退職したことを正直に話したため落とされていた）。
13巻では、起業した友人から誘われついに正社員となる。しかし社内恋愛が原因で退社を繰り返していたことを正直に話したこともあり、在宅勤務という形になった。また同作では、他社面接に落ちまくっていたのは「フラれるたびに退社していた」ことを素直に話していたためと語られている。以後は昔の職場の人たちから声を掛けられることが多くなり「再就職するならウチに戻ってきてほしい」「仕事が忙しいので数日間だけ臨時で手伝ってほしい」と頼まれることが多くなった。反面、外に出る必要がなくなったので無気力になり始め、引きこもりがちになった。更に15巻では32歳のイケメンで収入ありということで三浦さんからロックオンされるなど、周囲の環境が大きく変わり始めた。16巻では母親から「そろそろ結婚しな。32歳に猶予なんてない」と無理やり婚活パーティーに行かされるが、結局参加はせず居合わせた三浦とお茶をすることに。しかし三浦さんの態度が取り調べとか尋問のそれだったため、警察に疑われているのかとたびたび怯えていた（三浦さん曰く「職業病」とのこと）。
17巻では、高校生時代に宮川家が引っ越しして来たことが語られた。背が低いので重いものをもったりと世話をしている内にご近所付き合いが始まり、自然とあつし・あつみの成長を見守る形となったことが判明した。
宮川きよし（みやがわきよし）
声 - 橋詰知久
1巻から登場。あつみ・あつしの父。あつみと同じくらい小さく見えるが、身長155センチメートル（1巻p.6）。田舎の一族も揃って同様に小柄であり、七代前の唯一背が高かった先祖の着物を家宝として崇めている（このご先祖様は後に登場しており、あつしとそっくりだった）。実は一番あつしとの身長差を気にしており、叱る時の光景があまりに情けないのでわざわざ踏み台を持ってきてあつしを見下ろしながら反省を促していた。
あつし・あつみの母
声 - 佐藤奏美
1巻から登場。あつみと同じくらい小さく見えるが、身長150センチメートル。42歳。パートで家を空けていることもしばしば。最近は体重が気になる模様。夫と同じく親族は揃って小柄。
なつみ姉
あつし・あつみの従姉。社会人のOLだが、背はあつみと同じくらい小さい（身長140センチメートル）。24歳。
本人は「社会に出たら身長は関係ないわ」と言っているが、職場では踏み台必須、衣服は自分で仕立て直しが必須、車はボンネットの短い車種が必須、飲酒の際には年齢証明のために免許証が必須など、関係はありすぎる。
なお、一見大人びた顔立ちだが、メイクを落とせばあつみ同様の童顔で、「結婚しても絶対素顔は見せないわ」とのこと。吉岡先輩にはその素顔を気に入られているが、逆にメイクを施した顔はロリらしくないので嫌がられている。
休日にはあつみとショッピングに行くなど仲は良好。特に宮川家の母には可愛がられている。
2巻にはあつみ・あつしの従姉が登場しており、顔や口調はなつみと似ているが髪型が少し異なる。
アニメには未登場。
あつみ・あつしの祖母
1巻から登場。田舎でのんびり暮らす老婆（母方の祖母）。穏やかなように見えるが実は人を使うのが上手い性格。
タケ兄の母
2巻から登場。年季の入った肝っ玉母さんだが、登場当初は容姿が違っていた。仕事を辞めてはプラプラしている息子に毎回怒鳴っている。あつし・あつみの母とは仲がいい。息子は在宅勤務になったものの、家にずっといられて鬱陶しがっているのであまり扱いは変えていない。16巻では息子に「結婚しな。32歳に猶予なんてない」といって婚活パーティーに無理やり送り出している。
木島さん
声 - 明坂聡美
2巻から登場。当初は名前設定がなかった。あつしをよく不審者としてパトカーで連れ去って行く婦人警官の一人。ボブ寄りのおかっぱで巨乳。あつしが小学生と理解してからは、誤解を解いて回る側になっている。おっとりした天然で思ったことは思わず口にしてしまう、時には失言をかますこともある。登場当初は盛山先生並に男慣れしていない性格だった。
パロディ作品「リコーダーとアカランドセル」では、男性の警官として登場。平和になった世界に満足していた。
三浦さん
声 - 合田彩（第1・2期）/喜多丘千陽（第3期）
2巻から登場。当初は名前設定がなかった。木島さんの先輩の婦人警官。アラサー。婚活中。合コンで10歳サバを読んだという伝説の持ち主。おっとりしている木島さんと比べると嫉妬深く怒りっぽい。柔道もやっており、長身のタケヒコを投げたことから腕も立つ様子（それ以前にも木島と一緒に変質者を取り押さえたことがあった）。
あつしからタケヒコのことを聞いて「独身のイケメン」ということで興味を持つが、無職と聞いてすぐに冷める。しかし15巻では就職したと知り、おめかしして会いに行くなどかなり積極的になった。しかし当のタケヒコからは「警察官」ということで怖がられており、柔道の練習に誘った時もうっかり投げてしまうなど裏目に出ている。16巻では婚活パーティー（3回目）に参加する途中でタケヒコと遭遇し、お茶に誘って色々と身の上を聞いたが、やり方が取り調べそのものだったので委縮されてしまった。
パロディ作品『リコーダーとアカランドセル』では、男性の警官として登場。平和になった世界に満足していた。
青野さん
声 - 柏山奈々美
アニメ第3期に登場。原作では6巻から登場した。新人婦警。熱意はあるが空回り気味。吉岡をあつし同様の小学生と勘違いして釈放するなど、騙されやすい素直な人物。その元気っぷりにより周囲から警察官になることを勧められたという。
西村さん
木島・三浦・青野の同僚警官。こちらは男性。一人称は「僕」だったが10巻から「俺」に変化した。イケメン判定に厳しい川内先生から「けっこうイケメン」と評されたほど。非常に独創的でオリジナリティ溢れる自作私服を愛用している。そのセンスはあつしの心を鷲掴みにしたが、世間一般的には、婚活に熱心な三浦をして、独身イケメン公務員という優良物件を断念させるほど。これに関しては本人に自覚がなく「異性は制服を着ている僕が好き」なんだと勘違いしている（制服姿が一番マシなだけである）。後に盛山先生の態度（男性が苦手なので顔は見ず服を見ていたことで服を気に入ったと思われた）を勘違いし、趣味が合うと考え好意を抱き始める。
しかし以後は出番が減っていった。
タケ兄の友人
13巻から登場。独立して起業したベンチャー企業の社長。数年ぶりに会ったタケヒコが定職についていないと知り正社員に誘った。しかしタケヒコの退職歴を聞き、「まずは社外で彼女を作ってから」ということにした。オチでは「出社しなければ大丈夫だろう」と判断され、在宅勤務で様子を見ることに。後にタケヒコからの希望もあり社内での勤務に就かせたが、20巻ではまた在宅勤務になっている。
大場ゆか
17巻から登場。あつしとは別の学区の小学5年生。タクミと同じ塾に通っている。
あつしと同じく大人と見間違える程の容姿をしており、かなりの巨乳。
体格が大きいことからコンプレックスを抱いているようで、大人っぽいコーデや振る舞いを意識している。このため年相応の格好をしていないことに触れられると不機嫌になる。
あつしとは同じ悩みを持つ者同士ということですぐに話が弾む。当初は見た目を気にせず子供らしい振る舞いをするあつしを軽蔑していたが、楽しそうに遊ぶあつしを見て素直になるように。
あつしがよく通報されるという話を聞いてすごいワルだと勘違いしている。
20巻ではあつしたちと一緒に雨宿りするが、そこでヒナから一方的にライバル意識を持たれてしまうことに。ヒナはあらゆる手を使ってゆかをあつしに近づけさせないようにしていただけだが、ゆかにはその様が大人っぽく映ったため感心された（雷を怖がるあつしをヒナがなだめたり、同じく怖がるゆかがあつしに抱き着こうとした時にヒナが間に入って抱き留めた）。
森田真由
アニメ第1話に登場。『森田さんは無口。』からのゲスト出演。声無し。
松坂花
声 - 南條愛乃
アニメ第1話に登場。『森田さんは無口。』からのゲスト出演。

## 書誌情報
- 東屋めめ『リコーダーとランドセル』 竹書房〈バンブー・コミックス〉、既刊22巻（2025年3月17日現在）
  1. 2009年4月10日発行（2009年3月27日発売[3]）、ISBN 978-4-8124-7059-6
  2. 2010年5月1日発行（2010年4月17日発売[4]）、ISBN 978-4-8124-7254-5
  3. 2012年1月31日発行（2012年1月17日発売[5]）、ISBN 978-4-8124-7729-8
  4. 2012年7月31日発行（2012年7月17日発売[6]）、ISBN 978-4-8124-7935-3
    - 特装版（発行日・発売日は通常版と同じ。未公開アニメDVDと小冊子が付録として同梱される[7]）、ISBN 978-4-8124-7782-3

  5. 2012年12月21日発行（2012年12月7日発売[8]）、ISBN 978-4-8124-8056-4
  6. 2013年7月31日発行（2013年7月19日発売[9]）、ISBN 978-4-8124-8196-7
  7. 2014年3月21日発行（2014年3月7日発売）、ISBN 978-4-8124-8529-3
  8. 2014年9月19日発行（2014年9月5日発売）、ISBN 978-4-8124-8752-5
  9. 2015年7月21日発行（2015年7月7日発売）、ISBN 978-4-8019-5297-3
  10. 2016年2月22日発行（2016年2月8日発売）、ISBN 978-4-8019-5449-6
  11. 2016年12月21日発行（2015年12月7日発売）、ISBN 978-4-8019-5698-8
  12. 2017年8月10日発行（2017年7月27日発売）、ISBN 978-4-8019-6001-5
  13. 2018年5月1日発行（2018年4月17日発売）、ISBN 978-4-8019-6234-7
  14. 2018年11月1日発行（2018年10月17日発売）、ISBN 978-4-8019-6414-3
  15. 2019年6月27日発売[10]、ISBN 978-4-8019-6658-1
  16. 2020年4月27日発売、ISBN 978-4-8019-6925-4
  17. 2021年1月25日発売、ISBN 978-4-8019-7173-8
  18. 2021年8月26日発売、ISBN 978-4-8019-7421-0
  19. 2022年3月26日発売、ISBN 978-4-8019-7580-4
  20. 2023年6月15日発売、ISBN 978-4-8019-8067-9
  21. 2024年1月17日発売、ISBN 978-4-8019-8237-6
  22. 2025年3月17日発売、ISBN 978-4-8019-8598-8
- 『リコーダーとランドセル オフィシャルアンソロジー』竹書房、全1巻
  - 執筆者：曙はる、うず、宇仁田ゆみ、えのきづ、大川ぶくぶ、押切蓮介、オノ・ナツメ、カザマアヤミ、カラスヤサトシ、鬼嶋兵伍、佐野妙、竹本泉、樹るう、田中ユタカ、ちょぼらうにょぽみ、柘植文、のばらあいこ、秀良子、ぽんこつわーくす、真島悦也、松沢まり、東屋めめほか
  - コミックマーケット82の竹書房ブースより発売の冊子。

## テレビアニメ
5分枠の短編アニメで、2012年1月より『リコーダーとランドセル ド♪』のタイトルでテレビ埼玉、KBS京都にて放送された。また、ニコニコ動画でも配信中。続いて2012年4月より第2期『リコーダーとランドセル レ♪』が放送された。2013年7月より9月まで第3期『リコーダーとランドセル ミ☆』が放送された。第3期ナレーションは金谷ヒデユキ。第3期初回放送ではいまざきいつきと置鮎龍太郎による特番を放送。第2期までは竹書房が完全自社製作をしていたが、第3期は製作委員会方式になっている。その他一部のスタッフが変更され、キャラクターデザインや背景の作り込みなど大幅に変更された。
前番組『森田さんは無口。』（第1・2期）、『スパロウズホテル』（第3期）に引き続き、毎回放送最後に宣伝コーナー『しばいぬ子さん情報コーナー』（声 - 佐々木未来）を約30秒間放映。第11話ではアニたまが乗っ取られた仕返しにたまタン（声 - 橋本まい）が登場している。第3期はしばいぬ子さんは竹書房のTシャツを着て『見た目は大人、中身は子供の応援をして委員会presents しばいぬ子さん情報コーナー』にリニューアル、またAT-Xのみ放送終了後にミニ番組『いまざきいつきvs置鮎龍太郎のOne Minute Challenge!!（ワンミニッツチャレンジ）』を放送。
第3期第7話の『しばいぬ子さん情報コーナー』において、アニメ版舞台が実在する街（東京都武蔵野市）であることを「竹書房提供情報」として公式発表。併せて、吉祥寺・三鷹・武蔵境周辺へのロケ地訪問促進をもアナウンスされている。
『森田さん』以来継続されていた竹書房製作アニメはこの『ミ☆』で一旦終了したものの、1クールおいて2014年1月より『お姉ちゃんが来た』がアニメ化、しばいぬ子さん情報コーナーも復活した。

### スタッフ
共通
- 原作 - 「リコーダーとランドセル」竹書房刊（まんがライフオリジナル、まんがくらぶオリジナル連載中）
- 原作者 - 東屋めめ
- 音楽 - 安斎孝秋
- 音響監督 - 川添憲五
- 音響制作 - ダックスプロダクション
- アニメーション制作 - セブン

第1・2期
- 監督 - 木村寛
- 脚本 - 烏丸涼
- キャラクターデザイン - 高橋成世
- 美術監督 - 片平真司
- 撮影監督 - 堀川和人
- 色彩設計 - 藤木由香里
- 編集 - 相原聡
- 制作プロダクション - ドリームクリエイション
- 音楽制作 - スクラムスタッフ
- プロデューサー - 木村淳、石塚治寿
- 製作著作 - 竹書房

第3期
- 監督・脚本・絵コンテ・演出・場面設定・画面構成 - いまざきいつき
- キャラクターデザイン・総作画監督 - 飯泉俊臣
- 美術監督 - 片平真司
- 撮影監督 - 堀川和人
- 色彩設計 - 藤木由香里
- 編集 - 堀川和人、いまざきいつき
- 制作プロダクション - セブン
- アニメーションプロデューサー - 堀江拓
- チーフプロデューサー - 木村淳
- プロデューサー - 山崎明日香、冨澤克博、清水陽介、中里茂、新宿五郎、羽鳥風画、西村恭平、中薗洋
- 製作著作 - 見た目は大人、中身は子供の応援をして委員会

### 主題歌
第1期「Glitter」
作詞 - RUCCA / 作曲 - 流歌 / 歌 - 多田葵 feat.Sister773
映像特典第1話にも使用。
第2期「Stare」
作詞・作曲・編曲 - 中野晃
歌 - ぱぷりかR（内田彩、渡部優衣、杉本みくる） 第14 - 17話
歌 - ぱぷりかG（斎藤楓子、辻更紗、森田菜摘、外丸裕実） 第18 - 22話
歌 - ぱぷりかY（東城咲耶子、市崎美樹、楠田亜衣奈） 第23 - 26話、映像特典第2話
第3期「ワンツーハロー」
作詞・作曲・編曲 - 石風呂
歌 - 柏山奈々美（第1、4、8、10話）
歌 - 石風呂 feat.IA（第2、7、11話）
歌 - 石風呂 feat.IA & 柏山奈々美（第3、6、9話）
第5話はオフボーカル。
挿入歌「クガヤマ天使の詩」（第3期第5話）
作詞・作曲・編曲 - DJ_Ima / RAP - テツタク Boyz
挿入歌「凸凹のまま」（第3期第11話）
作詞 - 森永桐子 / 作曲・編曲 - 羽鳥風画
挿入歌「まいまい戦記〜外伝〜」（第3期第11話）
作詞 - a-master / 作曲・編曲 - 羽鳥風画
挿入歌「target」（第3期第11話）
作詞 - a-master / 作曲・編曲 - 羽鳥風画
挿入歌「ティーンエイジ・ネクラポップ」（第3期第12話）
作詞・作曲・編曲・歌 - 石風呂

### 各話リスト
| 話数     | サブタイトル                  | 脚本           | 絵コンテ       | 演出           | 作画監督                   | しばいぬ子さん情報コーナー                                                                                 |
| 第1期    | 第1期                         | 第1期          | 第1期          | 第1期          | 第1期                      | 第1期 |
| -------- | ----------------------------- | -------------- | -------------- | -------------- | -------------------------- | --- |
| 第1話    | あつしとあつみ                | 烏丸涼         | 山内東生雄     | 木村寛         | 柴田志朗                   | 『森田さんは無口。2』DVD                                                                                   |
| 第2話    | あつみと日常                  | 烏丸涼         | 山内東生雄     | 木村寛         | 柴田志朗                   | CDアルバム『Glitter』                                                                                      |
| 第3話    | 沙夜とあつみ                  | 烏丸涼         | 坂本ひろみ     | 木村寛         | 柴田志朗                   | 『森田さんは無口』単行本第5巻                                                                              |
| 第4話    | あつしと小学校                | 烏丸涼         | 鈴木肇子       | 木村寛         | 柴田志朗                   | まよチキ! Blu-ray & DVD                                                                                    |
| 第5話    | あつしと節分                  | 烏丸涼         | 飯泉俊臣       | 木村寛         | 柴田志朗                   | しばいぬ子さん広め隊                                                                                       |
| 第6話    | あつしとチョコ                | 烏丸涼         | 西川貴史       | 木村寛         | 柴田志朗                   | ミルキィホームズライブ in 武道館                                                                           |
| 第7話    | 映画と勘違い                  | 烏丸涼         | 木村寛         | 木村寛         | 飯泉俊臣 柴田志朗          | しばいぬ子さん広め隊 活動報告                                                                              |
| 第8話    | あつしとひなまつり            | 烏丸涼         | 飯泉俊臣       | 木村寛         | 竹内一将 柴田志朗          | 祝!『しばいぬ子さん』TVアニメ化決定                                                                        |
| 第9話    | タケ兄と就職                  | 烏丸涼         | 山内東生雄     | 木村寛         | 竹内一将 柴田志朗          | 三国志 Three Kingdoms 公式朗読CD                                                                           |
| 第10話   | あつしとホワイトデー          | 烏丸涼         | 西川貴史       | 木村寛         | 竹内一将 柴田志朗          | ニンテンドー3DS『ポヨポヨ観察日記』                                                                        |
| 第11話   | あつしと図書館                | 烏丸涼         | 山内東生雄     | 木村寛         | 竹内一将 柴田志朗          | 『森田さんは無口。2』『リコーダーとランドセル ド♪』一挙放送                                                |
| 第12話   | あつしと誤解                  | 烏丸涼         | 山崎克之       | 木村寛         | 飯泉俊臣 柴田志朗          | 闘え!ドラゴンDVD-BOX                                                                                       |
| 第13話   | 花見と姉弟                    | 烏丸涼         | 木村寛         | 木村寛         | 鈴木勘太 柴田志朗 竹内一将 | 『ゆるめいつ 3でぃ』4月放送スタート                                                                        |
| 第2期    |                               |                |                |                |                            | |
| 第14話   | 新入生と勘違い                | 烏丸涼         | 坂本ひろみ     | 木村寛         | 飯泉俊臣 柴田志朗          | 『リコーダーとランドセル ド♪』Blu-ray & DVD                                                                |
| 第15話   | あつしと自転車                | 烏丸涼         | 秦義人         | 木村寛         | 柴田志朗                   | 『およげ!たいやきくん』CDニューバージョン                                                                  |
| 第16話   | あつしと夢                    | 烏丸涼         | 飯泉俊臣       | 木村寛         | 古川博之                   | ねんどろいど 譲崎ネロ/コーデリア・グラウカ                                                                 |
| 第17話   | おかしと応援                  | 烏丸涼         | 秦義人         | 木村寛         | 柴田志朗                   | 食育入門DVDいただきますごちそうさま                                                                        |
| 第18話   | 家族と温泉                    | 烏丸涼         | 山崎京之       | 木村寛         | 飯泉俊臣                   | GOOD LUCK HUNTER 声優麻雀コロシアム                                                                        |
| 第19話   | あつしと運動会 その1          | 烏丸涼         | 山内東生雄     | 木村寛         | 飯泉俊臣 竹内一将          | 三国志 Three Kingdoms 公式朗読CD イベント開催                                                              |
| 第20話   | あつしと運動会 その2          | 烏丸涼         | 山内東生雄     | 木村寛         | 飯泉俊臣                   | CDミニアルバム『Stare』                                                                                    |
| 第21話   | 誤解と真実                    | 烏丸涼         | 木村寛         | 木村寛         | 柴田志朗                   | 『雑居時代』デジタルリマスター版DVD-BOX                                                                    |
| 第22話   | あつしとお下がりの服          | 烏丸涼         | 山内東生雄     | 木村寛         | 古川博之                   | 『リコーダーとランドセル ド♪ & レ♪』一挙放送                                                               |
| 第23話   | あつしと文化祭                | 烏丸涼         | 飯泉俊臣       | 木村寛         | 飯泉俊臣                   | 『リコーダーとランドセル ライヴ』開催決定!                                                                 |
| 第24話   | 姉と妹                        | 烏丸涼         | 坂本ひろみ     | 木村寛         | 柴田志朗                   | 『緋色の欠片』Blu-ray & DVD                                                                                |
| 第25話   | あつしとおいかけっこ          | 烏丸涼         | 山下敏成       | 木村寛         | 古川博之                   | 『しばいぬ子さん』単行本発売決定!                                                                          |
| 第26話   | あつしとまたね                | 烏丸涼         | 木村寛         | 木村寛         | 柴田志朗                   | 『ちとせげっちゅ!!』放送開始                                                                               |
| 第3期    |                               |                |                |                |                            | |
| 第0話    | 特番放送                      | 特番放送       | 特番放送       | 特番放送       | 特番放送                   | 『リコーダーとランドセル ド♪』『リコーダーとランドセル レ♪』Blu-ray&DVD                                    |
| 第1話    | リコーダーとランドセル ミ★    | いまざきいつき | いまざきいつき | いまざきいつき | 飯泉俊臣                   | 竹書房提供：『スパロウズホテル』DVD                                                                        |
| 第2話    | 沙夜と雨宿り                  | いまざきいつき | いまざきいつき | いまざきいつき | 清水陽一                   | 竹書房提供：『しばいぬ子さん』単行本第2巻                                                                  |
| 第3話    | 真性と非合法                  | いまざきいつき | いまざきいつき | いまざきいつき | 北村淳一                   | エスエスピー提供：楽曲『ワンツーハロー』                                                                   |
| 第4話    | あつしと実習生川内さん        | いまざきいつき | いまざきいつき | いまざきいつき | 佐々木一浩                 | エスエスピー提供：CD『せーのっ!!!』                                                                        |
| 第5話    | あつしとゴマダラカミキリムシ  | いまざきいつき | いまざきいつき | いまざきいつき | 飯泉俊臣                   | 竹書房提供：コミケ84版撮り下ろしDVD 『生あいまいみー コミケで有り金を全て溶かす人の顔が見たいよ あぴゃ〜』 |
| 第6話    | タケ兄と就職活動中!           | いまざきいつき | いまざきいつき | いまざきいつき | 飯泉俊臣                   | スチール・ウッド・ガーデン提供：声優オーディション開催情報                                                 |
| 第7話    | ちっちゃい君と苦悩の日々      | いまざきいつき | いまざきいつき | いまざきいつき | 北村淳一                   | 竹書房提供：『リコーダーとランドセル ミ☆』舞台設定情報                                                     |
| 第8話    | 魂の兄弟と実の兄弟            | いまざきいつき | いまざきいつき | いまざきいつき | 飯泉俊臣                   | 竹書房提供：『ちょぼらうにょぽみ劇場 あいまいみー』DVD                                                     |
| 第9話    | 揺れる恋心と怪奇!真夏の悪夢!! | いまざきいつき | いまざきいつき | いまざきいつき | パク・ヒョンイン           | 竹書房提供：『リコーダーとランドセル』単行本                                                               |
| 第10話   | みんなと夏休み-AM-（前編）    | いまざきいつき | いまざきいつき | いまざきいつき | 清水陽一                   | 竹書房提供：『リコーダーとランドセル ミ☆』Blu-ray&DVD                                                      |
| 第11話   | みんなと夏休み-PM-（後編）    | いまざきいつき | いまざきいつき | いまざきいつき | 北村淳一                   | studio CHANT提供：CD『凸凹 E.P.』                                                                          |
| 第12話   | ミはみんなのミ☆               | いまざきいつき | いまざきいつき | いまざきいつき | パク・ヒョンイン           | しばいぬ子さんからの重大発表                                                                               |
| 映像特典 |                               |                |                |                |                            | |
| 特1      | 夏とプール                    | 烏丸涼         | 高橋成世       | 木村寛         | 飯泉俊臣                   | |
| 特2      | あつしとバーテンダー          | 烏丸涼         | 山内東生雄     | 木村寛         | 古川博之 柴田志朗          | |
| 特3      | リコーダーとアカランドセル    | いまざきいつき | いまざきいつき | いまざきいつき | 飯泉俊臣                   | |

### 放送局
| 放送地域 | 放送局             | 放送期間                | 放送日時           | 放送系列           | 備考             |
| 第1期    | 第1期              | 第1期                   | 第1期              | 第1期              | 第1期            |
| -------- | ------------------ | ----------------------- | ------------------ | ------------------ | ---------------- |
| 埼玉県   | テレ玉             | 2012年1月5日 - 3月29日  | 木曜 25:00 - 25:05 | 独立局             |                  |
| 日本全域 | ニコニコチャンネル | 2012年1月5日 - 3月29日  | 木曜 25:00 更新    | インターネット配信 |                  |
| 日本全域 | バンダイチャンネル | 2012年1月13日 - 4月6日  | 金曜 12:00 更新    | インターネット配信 |                  |
| 京都府   | KBS京都            | 2012年1月10日 - 3月27日 | 火曜 25:30 - 25:35 | 独立局             |                  |
| 第2期    |                    |                         |                    |                    |                  |
| 京都府   | KBS京都            | 2012年4月3日 - 6月26日  | 火曜 25:30 - 25:35 | 独立局             |                  |
| 埼玉県   | テレ玉             | 2012年4月5日 - 6月28日  | 木曜 25:00 - 25:05 | 独立局             |                  |
| 日本全域 | ニコニコチャンネル | 2012年4月5日 - 6月28日  | 木曜 25:00 更新    | インターネット配信 |                  |
| 日本全域 | バンダイチャンネル | 2012年4月13日 - 7月6日  | 金曜 12:00 更新    | インターネット配信 |                  |
| 第3期    |                    |                         |                    |                    |                  |
| 日本全域 | AT-X               | 2013年7月8日 - 9月23日  | 月曜 22:25 - 22:30 | CS放送             | リピート放送あり |
| 京都府   | KBS京都            | 2013年7月9日 - 9月24日  | 火曜 25:30 - 25:35 | 独立局             |                  |
| 埼玉県   | テレ玉             | 2013年7月11日 - 9月26日 | 木曜 25:00 - 25:05 | 独立局             |                  |
| 日本全域 | ニコニコチャンネル | 2013年7月11日 - 9月26日 | 木曜 25:00 更新    | インターネット配信 |                  |
| 日本全域 | バンダイチャンネル | 2013年7月12日 - 9月27日 | 金曜 12:00 更新    | インターネット配信 |                  |

### Blu-ray Disc / DVD
2012年4月20日に第1期が、同年7月20日に第2期のBlu-ray Disc、DVDが発売された。
| 巻数  | 発売日        | 収録話      | 規格品番   | 規格品番   | 映像特典                           | 映像特典                     |
| 巻数  | 発売日        | 収録話      | BD         | DVD        | オーディオコメンタリー             | 感情コントローラー           |
| ----- | ------------- | ----------- | ---------- | ---------- | ---------------------------------- | ---------------------------- |
| 第1期 | 2012年4月20日 | 第1 - 13話  | TSBS-80003 | TSDS-75432 | 置鮎龍太郎、たみやすともえ、内田彩 | あつし、盛山先生、ヒナちゃん |
| 第2期 | 2012年7月20日 | 第14 - 26話 | TSBS-80005 | TSDS-75434 | 釘宮理恵、平野綾                   | あつみ、沙夜                 |
| 第3期 | 2013年10月2日 | 第1 - 12話  | TSBS-80013 | TSDV-60913 |                                    |                              |